# Pierre Caron (homme politique canadien)
Pour les articles homonymes, voir Caron et Pierre Caron.
Pierre Caron, né le 31 août 1936, est un courtier d'assurance et homme politique fédéral du Québec.

## Biographie
Né à Hull dans la région de l'Outaouais, il devient député du Parti libéral du Canada dans la circonscription fédérale de Hull lors de l'élection partielle déclenchée après le décès de son père, Alexis Caron, en 1967, il ne se représente pas en 1968.